# Estimata annapurna
Estimata annapurna är en fjärilsart som beskrevs av Márton Hreblay och Ronkay 1998. Estimata annapurna ingår i släktet Estimata och familjen nattflyn. Inga underarter finns listade i Catalogue of Life.